# Australiens Billie Jean King Cup-lag
Australiens Billie Jean King Cup-lag representerar Australien i tennisturneringen Billie Jean King Cup, och kontrolleras av Australiens tennisförbund.

## Historik
Australien deltog första gången premiäråret 1963.  Laget vann turneringen 1964, 1965, 1968, 1970, 1971, 1973 och 1974 samt förlorade finalerna åren 1963, 1969, 1975, 1976, 1977, 1978, 1979, 1980, 1984, 1993, 2019 och 2022.